# Edmundiella niveifrons
Edmundiella niveifrons är en tvåvingeart som beskrevs av Becker 1915. Edmundiella niveifrons ingår i släktet Edmundiella och familjen svävflugor.
Artens utbredningsområde är Grekland. Inga underarter finns listade i Catalogue of Life.